# Slavonice
Slavonice (en allemand : Zlabings) est une ville du district de Jindřichův Hradec, dans la région de Bohême-du-Sud, en République tchèque. Sa population s'élevait à 2 268 habitants en 2024.

## Géographie
Slavonice se trouve à 11 km au sud-ouest de Dačice, à 31 km au sud-est de Jindřichův Hradec, à 64 km à l'est de České Budějovice et à 137 km au sud-est de Prague.

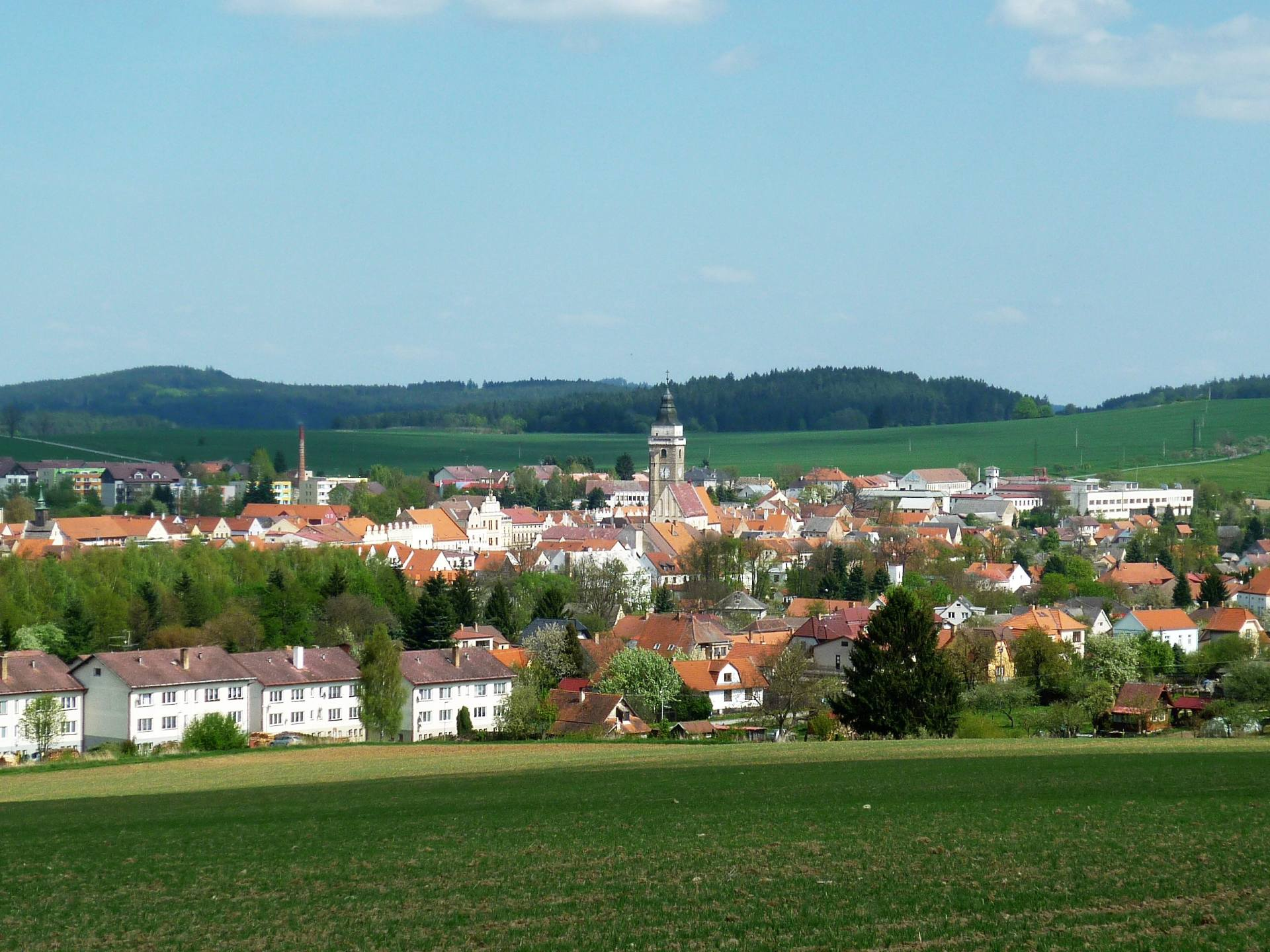
Panorama de Slavonice.
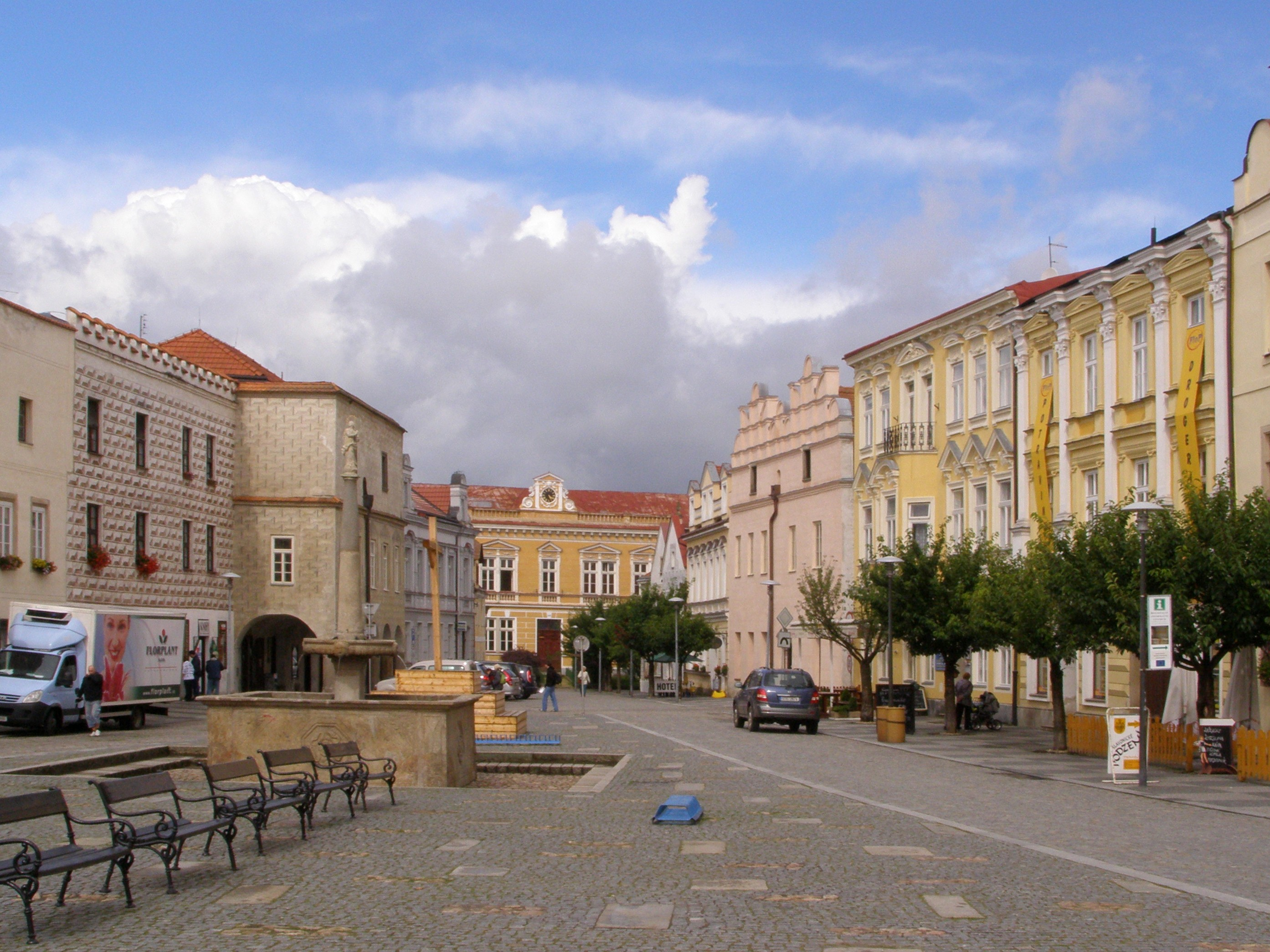
Slavonice : place de la Paix.

La commune est limitée par Český Rudolec au nord, par Cizkrajov à l'est, par Písečné au sud-est, par l'Autriche au sud, et par Staré Město pod Landštejnem à l'ouest. Elle est située à la frontière.

## Histoire
La première mention écrite de la localité date de 1260.
Sous l'empire d'Autriche puis austro-hongrois, c'est une ville-relais pour les voyageurs entre Prague et Vienne, qui permet de changer les chevaux et de festoyer .

## Administration
La commune se compose de huit sections :
- Dolní Bolíkov-Rubašov
- Kadolec u Slavonic
- Léštnice
- Maříž
- Mutišov
- Slavonice
- Stálkov
- Vlastkovec

## Jumelage
- Trubschachen (Suisse)

## Activités culturelles
Depuis 2015 se déroule au mois d'août le « Slavonice Fest », un festival consacré au cinéma et à la musique.

## Slavonice dans la culture
Jaromil Jireš a choisi la ville pour son film Valérie au pays des merveilles (Valerie a týden divů, 1970), dont le scénario est tiré du roman éponyme de 1932 de Vítězslav Nezval.

## Source
- (cs) Cet article est partiellement ou en totalité issu de l’article de Wikipédia en tchèque intitulé « Slavonice » (voir la liste des auteurs).